# 前763年6月15日日食
前763年6月15日日食，又稱作亞述日食、Bur-Sagale日食，是亞述日曆《Eponym dating system》記載的日食，時間可能發生在亞述-丹三世在位的第九年。
1867年，英國歷史學家羅林森將前763年6月15日的日全食定為亞述日食最有可能的候選者。該詮釋後來被學界廣泛接受。

## 基本參數
- 類型：全食

- 沙羅周期序號：44
- 日期：前763年6月15日（儒略曆）
- 時間：14時07分32秒 (UTC)
- 地點：北緯38.9°，東經54.3°
- 食分：1.0596
- 太陽高度：74°
- 月球本影路經寬度：204公里
- 全食持續時間：5分0秒

## 外部連結
- . NASA.   [2009-08-11]. （原始内容存档于2015-04-25） （英语）.
- Path map of eclipses 780 BCE - 761 BCE （页面存档备份，存于） (NASA) - Includes total eclipse of June 15, 763 BC (labeled -0762 June 15)

| \| \| 日食 \|                               |                               |                                             |
| 上一次日食： 前764年12月21日日食 （日環食） | 前763年6月15日日食 （日全食） | 下一次日食： 前763年12月10日日食 （日環食） |
| 上一次日全食： 前765年2月10日日食           | 前763年6月15日日食 （日全食） | 下一次日全食： 前762年6月5日日食            |
|                                             | 日食                          |                                             |